# Tanums landsfiskalsdistrikt
Tanums landsfiskalsdistrikt var 1918–1964 ett landsfiskalsdistrikt i Göteborgs och Bohus län, bildat när Sveriges indelning i landsfiskalsdistrikt trädde i kraft den 1 januari 1918, enligt beslut den 7 september 1917. Den 1 januari 1965 avskaffades i Sverige samtliga landsfiskaler och landsfiskalsdistrikt, och deras arbetsuppgifter delades upp på de nyskapade indelningarna polisdistrikt, åklagardistrikt och kronofogdedistrikt.
Landsfiskalsdistriktet låg under länsstyrelsen i Göteborgs och Bohus län.

## Ingående områden
När Sveriges nya indelning i landsfiskalsdistrikt trädde i kraft den 1 oktober 1941 (enligt kungörelsen den 28 juni 1941) införlivades Naverstads landskommun från det upplösta Bullarens landsfiskalsdistrikt. När Sveriges nya indelning i landsfiskalsdistrikt trädde i kraft den 1 januari 1952 (enligt kungörelsen 1 juni 1951) ändrades distriktets indelning dels genom kommunreformen 1952, samt genom införlivandet av det upplösta Kville landsfiskalsdistrikt.

### Från 1918
Tanums härad:
- Lurs landskommun
- Tanums landskommun

### Från 1929
Tanums härad:
- Grebbestads köping
- Lurs landskommun
- Tanums landskommun

### Från 1 oktober 1941
Bullarens härad:
- Naverstads landskommun

Tanums härad:
- Grebbestads köping
- Lurs landskommun
- Tanums landskommun

### Från 1 januari 1952
- Bullarens landskommun
- Kville landskommun
- Tanums landskommun